# 伊藤宝城
伊藤 宝城（いとう ほうじょう、本名：伊藤 博、1909年6月28日 - 1961年12月27日）は、日本の医師、詩人、版画家、彫刻家。 俳号は鉄庵。別名：ジョージ・ウーラン。戦後日本の抽象彫刻の先駆者の一人である。
弟に洋画家の伊藤彰、染色家の吉田たすくがいる。

## 略歴・生涯
1909年、鳥取県倉吉市広瀬町で病院を開業している伊藤琢郎・久代の子として八人兄弟の長男として大連で生まれる。1921年3月、明倫小学校卒業。1927年3月、県立倉吉中学校 （現在の鳥取県立倉吉東高等学校）卒業。1936年3月、私立岩手医学専門学校 （現・岩手医科大学）を卒業。同年4月、京都府立医科大学付属病院外科教室に入る。1940年2月に京都府立医大を退職し、中津川町立中津川病院（現・総合病院中津川市民病院）外科主任となる。1941年4月、中津川病院を退職し、大阪府西淀川区塚本町にて開業する。1944年9月、軍医として召集され台湾に赴く。1946年3月に復員、本籍地である倉吉市広瀬町にて開業。 倉吉市立明倫小学校、倉吉市立西中学校の校医も務める。医業のかたわら俳句、詩をたしなみ、俳号を鉄庵といった。倉吉文芸協会を設立し、雑誌『ごろくと』発行。版画なども多数制作した。戦前より独学で版画、彫刻を始め、戦後より白セメントを用いて彫刻を制作する。当時前衛芸術であった抽象彫刻の創作を始め、数十体の作品を作る。宝城の作品には世界を意識したものや、反戦、反原爆、平和、などを彫刻で訴えたものが多い。代表的なものには、摩文仁村の沖縄戦跡国定公園にひめゆり学徒隊の慰霊碑として1952年に建立された「姫百合の女神像」などがある（なお、「姫百合の女神像」は後に何故か「幼き女神の像」と改名され、さらに現在は「女神の像」と改名されている）。棟方志功や、日本海側の民藝運動の中心人物であった吉田璋也や、浜田庄司、柳宗悦、河井寛次郎らも宝城の自宅を訪問し、知遇を得て民藝運動にもかかわった。1952年、二科展で「ヘルシンキオリンピック競泳」が初入選。1953年、二科展で「不条理の休戦」が特待賞。1957年まで二科展で度々入選する。その後は病のため出品できず、自宅で療養生活を送る。1961年12月27日、心筋梗塞のため52歳で死去。1962年1月からは「宝城をしのぶ会」が開かれるようになった。

## 伊藤宝城の芸術を育んだ環境
伊藤家の家系は藤原鎌足から工藤祐経を経由する藤原南家で、鳥取藩で代々医者をして名医を多く輩出した家柄である。代々長崎蘭学横浜遊学などで学ぶ中、様々な新しい文物にふれる土壌にあった。
実の祖父・伊藤健蔵は長崎や横浜で西洋医学を学び御殿医となり、鳥取藩勤皇医師として活躍。維新後、鳥取県の多大な功績で贈正五位を受勲。書画骨董にも造詣が深い。さらに類い希な才能を持つ伊藤隼三をみつけて援助。伊藤本家を弟の良蔵に譲り、子の無かった良蔵に息子の琢郎を養子として入れ、自分は分家となり、養子とした隼三のために病室数六十三という県内一の大病院「伊藤病院 （後の鳥取県立中央病院）」を創立する。
伊藤隼三は伊藤健蔵の庇護のおかげで日本及びヨーロッパで十分な勉強を行い、初期の京大医学部を発展、日本の医学、中でも特に外科医術を発展させ数千の門下を育て上げ、日本の医学界に多大な貢献をする。
定年後鳥取に帰郷し「伊藤病院 （後の鳥取県立中央病院）」の院長に就任すると「日本一の医者が帰ってきた」と歓迎され、地域医療のために献身的につとめた。
伊藤本家を継いだ養祖父・伊藤良蔵は倉吉市誌にも記載されている文化人で、南画を描くことに長じ、人望も厚く、三朝温泉の旅館「岩湯」の経済危機に際し、金銭的援助をするとともに頼まれて旅館内の襖絵を自ら描いている。
伊藤家には庭が4カ所あり、前庭、裏庭。一つの中庭は診察室の横に、苔に囲まれ静かにあり患者の痛みを和らげるようであった。他の一つは住居部分にあり30坪位の小振りものではあったが、真ん中に池を置き後にバランスよい松が控えそれは美しい庭であった。そこは手前の縁に座り、景色と水音を楽しみゆっくりお茶を楽しむ場所であった （晩年になった宝城の一番落ち着ける好きな場所ともなった）。
これらの影響で幼い頃より書画を身近に育ち、伊藤兄弟は長男の伊藤宝城（博）はもとより、芸術家が多く、次男の武は北条町で開業医をして央玄会会員の画家。三男は夭折した天才洋画家・伊藤彰。そして、新匠工芸会稲垣賞などを受賞し染織工芸家として有名な吉田たすくは六男である。
倉吉は芸術活動の盛んな地方であり、版画家の長谷川富三郎や多くの芸術家達と交友を持ち、多くの後輩を育てた。民藝運動にも加わり、世界的板画家棟方志功もたびたび倉吉に滞在しているが、その都度長谷川富三郎や伊藤宝城とも親交を深めている。1956年8月にも倉吉に行っており、その時は伊藤宝城にお世話になったお礼にと彩色画の両妃飛天図を書いている。
宝城は自然を愛し、登山家でもあり、自宅から見える山々の稜線のすべてを踏破することを決意。踏破した稜線を記載した地図は7人の兄弟に受け継がれ、稜線は打吹山、外道山、向山と続き、船上山、大山、蒜山にまで至る。博亡き後、弟の祐（たすく）は地図、ピッケル、アイゼン、テント、ランタンを継承し、大山登山の先達となり、後輩を育成した。
伊藤隼三の伊藤病院（後の鳥取県立中央病院）の三代目医院長になった息子の肇は、昭和6年（1931年）6月、伊藤病院のすべてを鳥取市の発展のために活かそうと思い立ち、病院を市に寄付して鳥取市立鳥取病院（後の鳥取県立中央病院）となった。
昭和31年（1956年）7月、鳥取県と鳥取市は伊藤健蔵・伊藤隼三・伊藤肇の伊藤家三代の多大な貢献に報いるため、鳥取中央病院の玄関に顕彰碑を建てることを決定し、伊藤宝城作に依頼して「鬼手天心」像を建立した。

## 伊藤宝城の代表作
明治期に導入された近代日本の彫刻は戦前までの長い間、克明な写実性に終始しており、ヨーロッパ各地で1910年頃に広がった抽象彫刻は日本ではあまり広まらかった。戦後になり漸く抽象彫刻は広範囲に行なわれるようになったが、本格的な展開は1950年以降であり、初期の頃は幾何学的な半抽象的なものや折衷的なものが多かった。これらに対して伊藤宝城の作品には早くから戦争の悲惨さ、平和、生などを盛り込み創作されており、斬新さが多く、いわば抽象彫刻の先駆者であった。
- 姫百合の女神像（幼き女神の像）（1950年作製）
  - 沖縄県糸満市の沖縄戦跡国定公園内、ひめゆりの塔のすぐ横 1952年に最初のひめゆり学徒隊の慰霊碑として建立
  - 寄贈したときは沖縄陸軍病院第三外科壕のすぐ側にあったが、現在は新しいひめゆり学徒隊の慰霊碑のそばに移設されている。（尚「姫百合の女神像」は後に誰かにより「幼き女神の像」と改名され、更に現在は「女神の像」と改名されている）

- 「ヘルシンキのオリンピック競泳」
  - 倉吉博物館所蔵 戦後の美術1

- 「不条理の休戦」
  - 第三十九回二科展昭和二十九年（1954年）出品 特待を受賞

- 「鬼手天心」
  - 鳥取県立中央病院 玄関ホール

## 参考資料
- 鳥取県の美術家たち −私の好きな1点−伊藤 宝城「鬼手天心」
- とっとりデジタルコレクション--伊藤宝城